# Peucedanum japonicum
Peucedanum japonicum är en flockblommig växtart som beskrevs av Carl Peter Thunberg och Johan Andreas Murray. Peucedanum japonicum ingår i släktet siljor, och familjen flockblommiga växter. Utöver nominatformen finns också underarten P. j. latifolium.